# Kloster Old Kilcullen

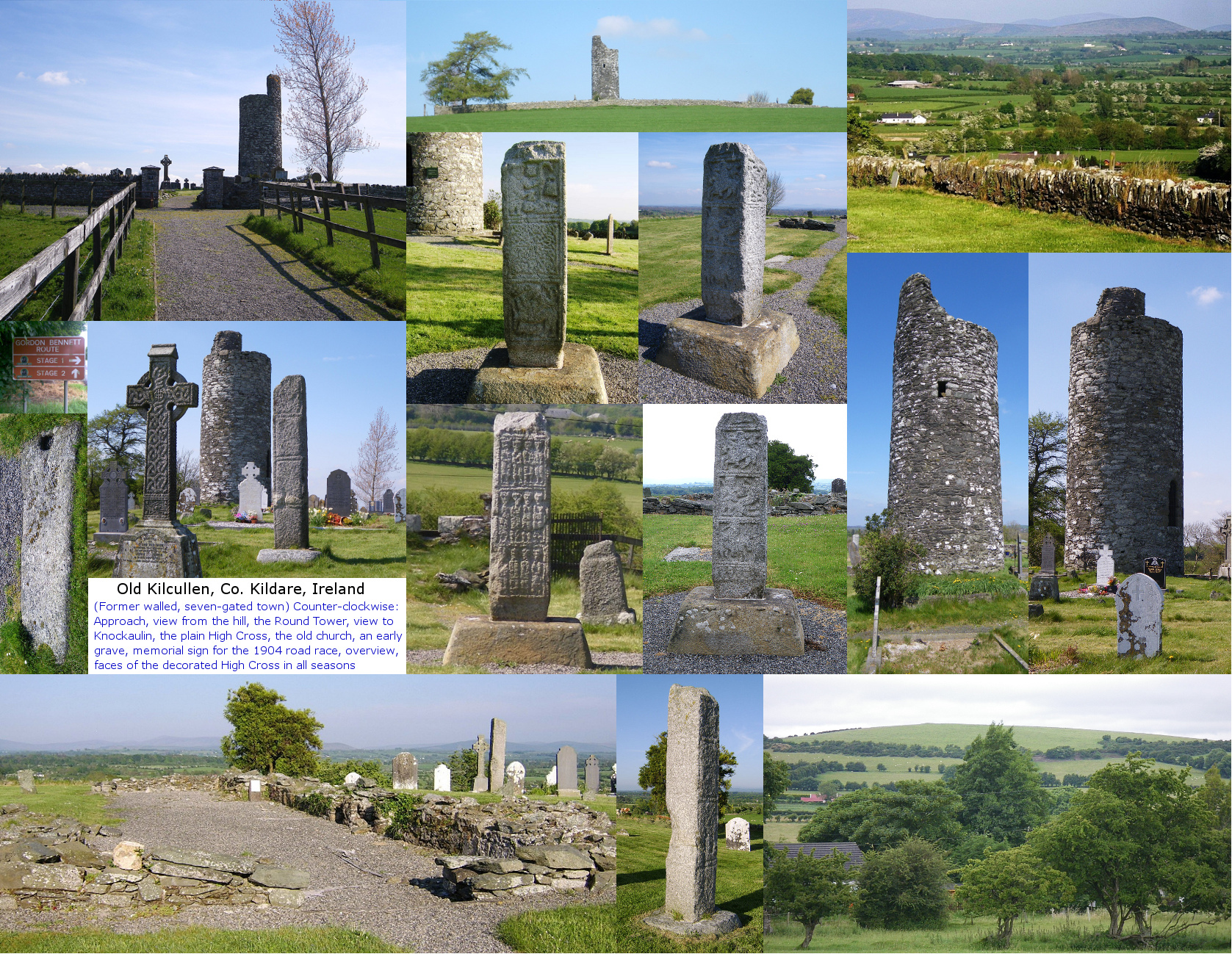
Bilder von Old Kilcullen

Das Kloster Old Kilcullen (irisch Seanchill Chuillinn) soll auf eine Gründung des heiligen Patrick zurückgehen, Die Anlage ist ein National Monument mit der Nummer 71.

## Lage
Die Reste der Klosteranlage liegen 2,5 km südlich von Kilcullen und circa 8 km südlich von Newbridge im County Kildare in Irland auf einem 160 m hohen Hügel mit guter Sicht auf die Wicklow Mountains im Osten. Das Curragh von Kildare befindet sich circa 5 nordnordöstlich.

## Geschichte
Die Gründung des Klosters erfolgte Mitte des fünften Jahrhunderts und wird dem heiligen Patrick zugeschrieben. In den Jahren 932 und 944 wurde es von den Wikingern überfallen und 1114 wurde es niedergebrannt. Heute sind noch ein Rundturm, die Reste dreier Hochkreuze und die Fundamente einer Kirche vorhanden. Das Gelände ist von einer kleinen Mauer umgeben und beherbergt einen Friedhof.

## Erhaltene Bauten

### Rundturm

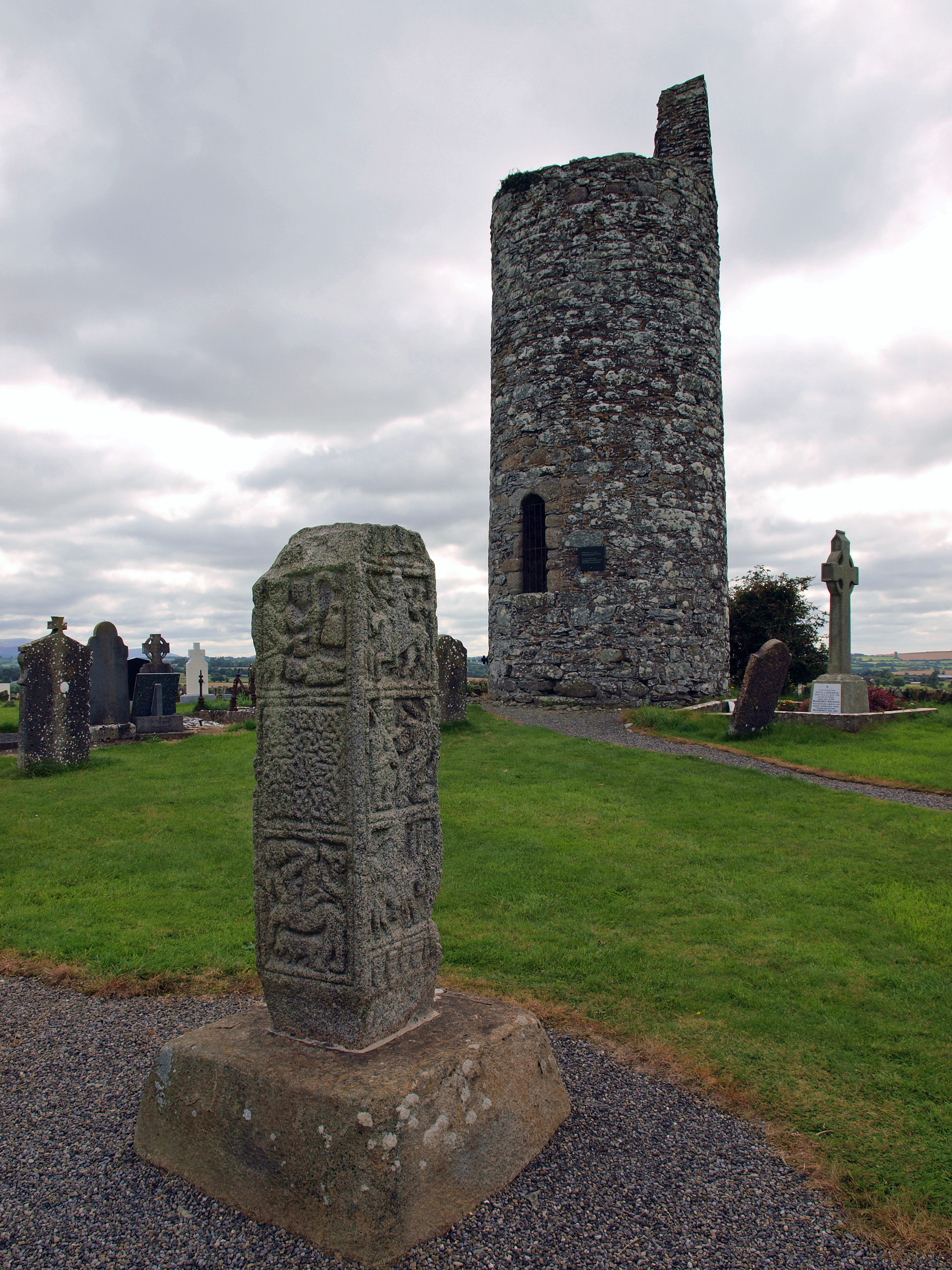
Rundturm und Kreuzschaft

Der nicht mehr vollständige Rundturm ist aus groben Stein gebaut. Die bei Rundtürmen übliche konische Spitze fehlt ganz. Die größte Höhe ist 11,0 m, allerdings nur für einen kleinen Teil. Ansonsten ist die Höhe 9,10 m. Vermutlich begann die Spitze in der Höhe von 11,0 m.  Damit hätte er mit Spitze eine Höhe von nur 15,0 m gehabt, womit er einer der kleinsten Rundtürme war. Unter Umständen entschieden sich die Bauherren deshalb dafür, weil er auf einer Anhöhe stand und dadurch schon weither sichtbar war. Der Standplatz von 160 m ist jedenfalls der höchste für einen irischen Rundturm.
Der Radius in Höhe des Bodens ist circa 4,60 m.
Die Türöffnung beginnt 1,80 m über der Umgebung. Zwei zu einem Bogen gehauene Steine bilden den äußeren Sturz. Im oberen Drittel befindet sich ein kleines rechteckiges Fenster. Auf einem Bild aus dem 18. Jahrhundert waren ganz oben vier Fenster zu sehen. Ein senkrechtes Stück zum verbliebenen höheren Teil der Mauer könnte noch von einem dieser Fenster stammen.

### Hochkreuze
Von zwei Hochkreuzen sind die Schäfte erhalten. Auf einem sind noch Figuren identifizierbar, darunter Daniel in der Löwengrube sowie verschlungene Ornamente. Der Schaft des zweiten Kreuzes ist sehr verwittert. Zusätzlich gibt es noch die Basis eines dritten Kreuzes.

### Kirchenruine
Von der romanischen Kirche aus dem 12. Jahrhundert sind lediglich noch die Fundamente erhalten. Im Laufe der Zeit hatte es viele Umbauten gegeben und von den romanischen Stilelementen ist nichts mehr zu sehen.